# Rhamphomyia rupestris
Rhamphomyia rupestris är en tvåvingeart som beskrevs av Oldenberg 1927. Rhamphomyia rupestris ingår i släktet Rhamphomyia och familjen dansflugor. Inga underarter finns listade i Catalogue of Life.